# Göbler-Hirthmotoren
Göbler-Hirthmotoren KG är en tysk motortillverkare i Benningen am Neckar.
Göbler-Hirthmotoren bildades när Hans Göbler köpte resterna av Hirth Motoren GmbH 1974. Vid företaget tillverkas motorer från 1,3 hk till 110 hk huvudsakligen av tvåtaktstyp. De mindre motorerna används till gräsklippare, paragliders och gocart-racing medan de större motorerna används till hovercraft, lätta helikoptrar och amfibieflygplan. Under de senaste åren har fabriken blivit en av de större leverantörerna av motorer till ultralätta flygplan.  